# David Berkoff
David Charles Berkoff (Filadelfia, 30 novembre 1966) è un ex nuotatore statunitense.
Specializzato nel dorso, vinse due medaglie d'oro nelle staffette 4x100 m misti alle Olimpiadi di Seul 1988 e di Barcellona 1992. È diventato uno dei Membri dell'International Swimming Hall of Fame nel 2005.

## Seul 1988
Berkoff nel 1988 aveva battuto più volte il record del mondo dei 100 m dorso ai campionati statunitensi, divenendo il primo uomo a scendere sotto la barriera dei 55 secondi, che era il precedente record del sovietico Igor' Poljanskij. Nelle batterie dei 100 dorso, Berkoff migliora ancora il record del mondo, portandolo da 54"91 a 54"51, ed era nettamente favorito nella finale, con l'ex primatista Polianski candidato ad essere il più pericoloso nella finale, avendo nuotato in 55"04, vicino al suo vecchio record, mentre il giapponese Daichi Suzuki, terzo nelle batterie, con un tempo di 55"90 era finito staccato dallo statunitense di quasi un secondo e mezzo.
Berkoff era noto per la sua lunghissima partenza subacquea che copriva oltre mezza vasca, e con una di queste partenze nella finale si portò in chiaro vantaggio ai 50 metri. Nella vasca di ritorno tuttavia, subì un calo e Suzuki e Polianski recuperarono lo svantaggio arrivando al fotofinish con Berkoff, che risultò secondo mentre il vincitore fu il giapponese, con un tempo di 55"05, comunque oltre mezzo secondo lontano dal record della batteria di Berkoff, che resisterà per 3 anni e verrà battuto da Jeff Rouse solo con l'entrata in vigore del nuovo regolamento.
Berkoff in quelle Olimpiadi sarà il primo frazionista della staffetta 4x100 mista, e nuoterà la sua frazione sfiorando il suo stesso record del mondo, con un 54"56 che indirizzò, fin dal principio, gli statunitensi verso la medaglia d'oro.
Quattro anni dopo Berkoff si ripresentò alle Olimpiadi a Barcellona, e vinse ancora l'oro nella staffetta anche se nuotò solo nelle batterie. Il titolare a dorso in quell'Olimpiade era il nuovo primatista del mondo, il connazionale Jeff Rouse. Nella gara individuale Berkoff giunse terzo in 54"78, dietro a Rouse, che in veste di favorito viene beffato nel finale dalla rimonta del canadese Tewksbury (53"98), proprio come era accaduto a Seul a Berkoff con Suzuki.

## Palmarès
- Olimpiadi

Seul 1988: oro nella staffetta 4x100 m misti e argento nei 100 m dorso.
Barcellona 1992: oro nella staffetta 4x100 m misti e bronzo nei 100 m dorso.
- Giochi panamericani

1987 - Indianapolis: argento nei 100 m dorso.